# Squalius janae
Squalius janae е вид лъчеперка от семейство Шаранови (Cyprinidae). Видът е световно застрашен, със статут Уязвим.

## Разпространение
Разпространен е в Словения.